# Maniwa
Maniwa (jap. 真庭市 Maniwa-shi) ist eine Stadt in der japanischen Präfektur Okayama.

## Geschichte
Die Stadt Maniwa wurde am 31. März 2005 aus der Vereinigung der Gemeinden Katsuyama (勝山町, -chō), Kuse (久世町, -chō), Ochiai (落合町, -chō) und Yubara (湯原町, -chō), den Dörfern Chūka (中和村, -son), Mikamo (美甘村, -son), Kawakami (川上村, -son) und Yatsuka (八束村, -son) des Landkreises Maniwa, sowie der Gemeinde Hokubō (北房町, -chō) des Landkreises Jōbō gegründet. Der Landkreis Jōbō wurde daraufhin aufgelöst.

## Sehenswürdigkeiten
- Überreste der Burg Katsuyama
- Kanba-Wasserfall (神庭の滝, Kamba no taki)
- Hiruzen (Vulkan) (蒜山, Hiruzen)

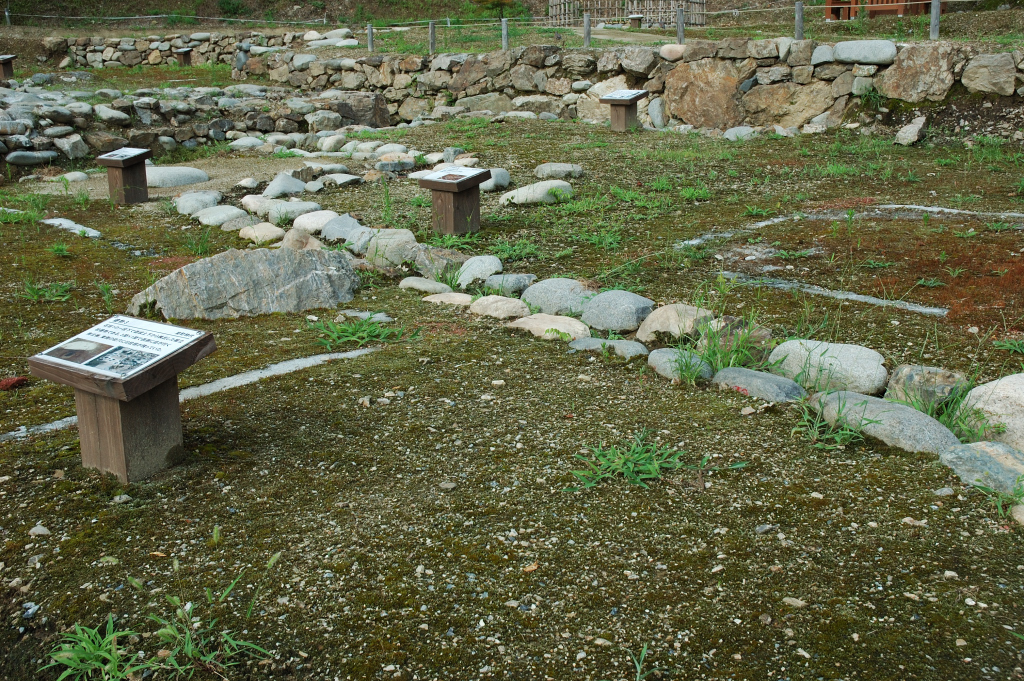
Überreste der Burg Katsuyama

- 1000 Jahre alter (Stand 2025) Kirschbaum mit 18 m Höhe und 9 m Stammumfang[1]

## Verkehr
- Straße:
  - Chūgoku-Autobahn
  - Nationalstraßen 181, 313, 482
- Zug:
  - JR Kishin-Linie: nach Himeji und Niimi

## Städtepartnerschaften
- Victor Harbor, Australien (South Australia)

## Weblinks

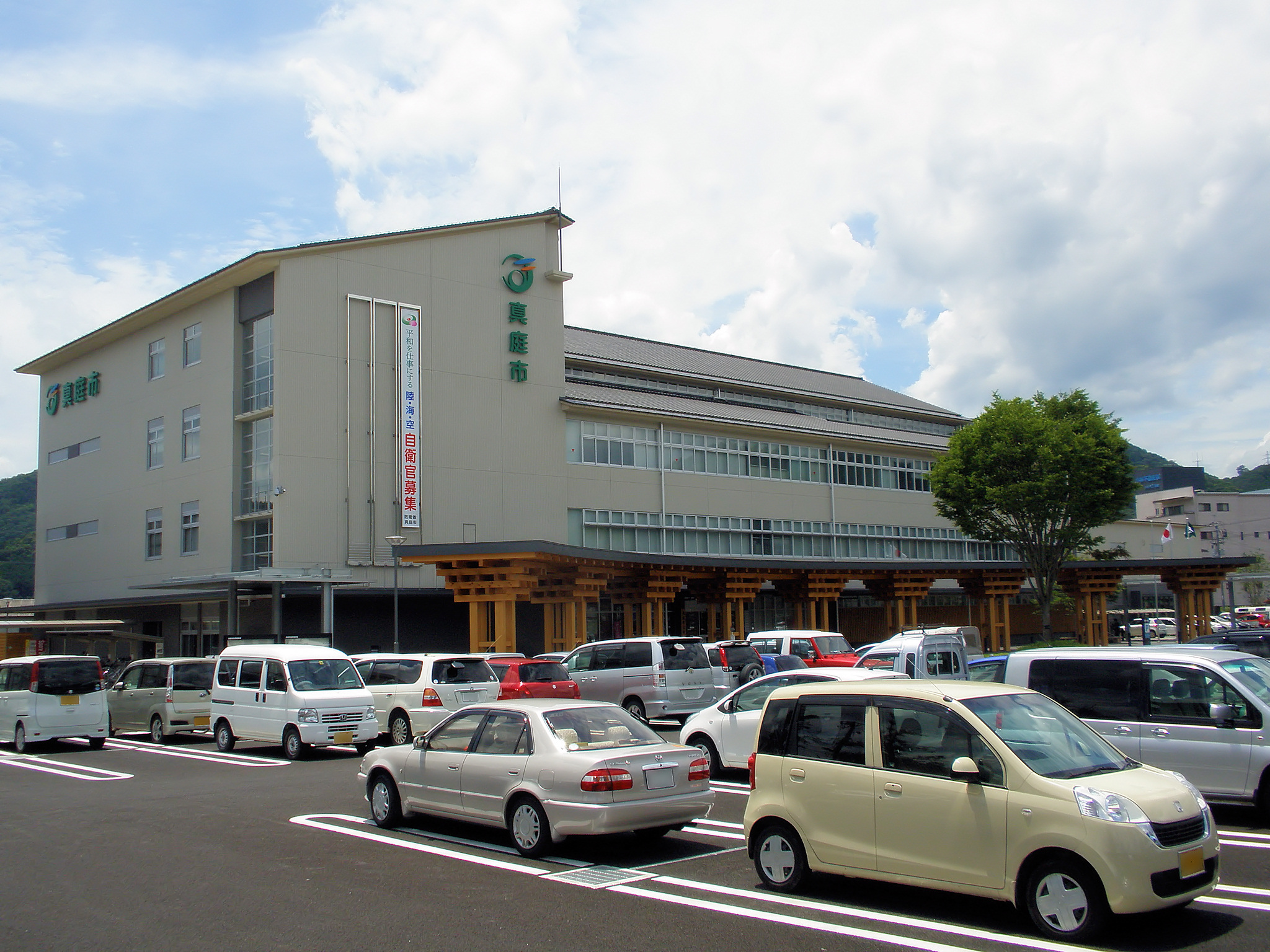
Rathaus von Maniwa

## Angrenzende Städte und Gemeinden
- Tsuyama
- Niimi
- Takahashi
- Kurayoshi